# Grzegorz Kozioł
Grzegorz Marian Kozioł (ur. 8 września 1964 w Tarnowie) – samorządowiec, wójt  gminy Tarnów od 2006 roku.

## Życiorys
Syn Tadeusza i Marii. W 1988 ukończył studia na Akademii Pedagogicznej w Krakowie. Przez kilkanaście lat uczył historii w wielu tarnowskich szkołach. W 2002 roku bez powodzenia kandydował z ramienia KWW Twój Powiat w wyborach do rady powiatu tarnowskiego. Objął jednak funkcję zastępcy wójta  gminy Tarnów. W wyborach w 2006 roku udało mu się zdobyć mandat radnego powiatu tarnowskiego z ramienia Prawa i Sprawiedliwości, którego jednak nie objął, gdyż równocześnie wybrany został na wójta Gminy Tarnów, kandydując ze stworzonego przez siebie komitetu KWW Porozumienie Samorządowe Gm. Tarnów i pokonując w II turze ówczesnego włodarza Gminy Piotra Molczyka, zdobywając 63,30% głosów. W kolejnych wyborach w 2010, 2014, 2018 i 2024 skutecznie ubiegał się o reelekcję, każdorazowo wygrywając w I turze.
Został odznaczony Srebrnym (2013) i Złotym (2021) Krzyżem Zasługi.